# Syntormon femoratum
Syntormon femoratum är en tvåvingeart som beskrevs av Van Duzee 1925. Syntormon femoratum ingår i släktet Syntormon och familjen styltflugor.
Artens utbredningsområde är Indiana. Inga underarter finns listade i Catalogue of Life.